# Ricardo de Bastida
Ricardo de Bastida y Bilbao (Bilbao, 1878-Bilbao, 1953) fue un arquitecto español que realizó importantes obras en Bilbao, así como en Madrid. En 1923 propuso un plan de extensión de la capital vizcaína hasta la desembocadura del Abra, proyecto visionario que derivaría en la actual área metropolitana.

## Obras

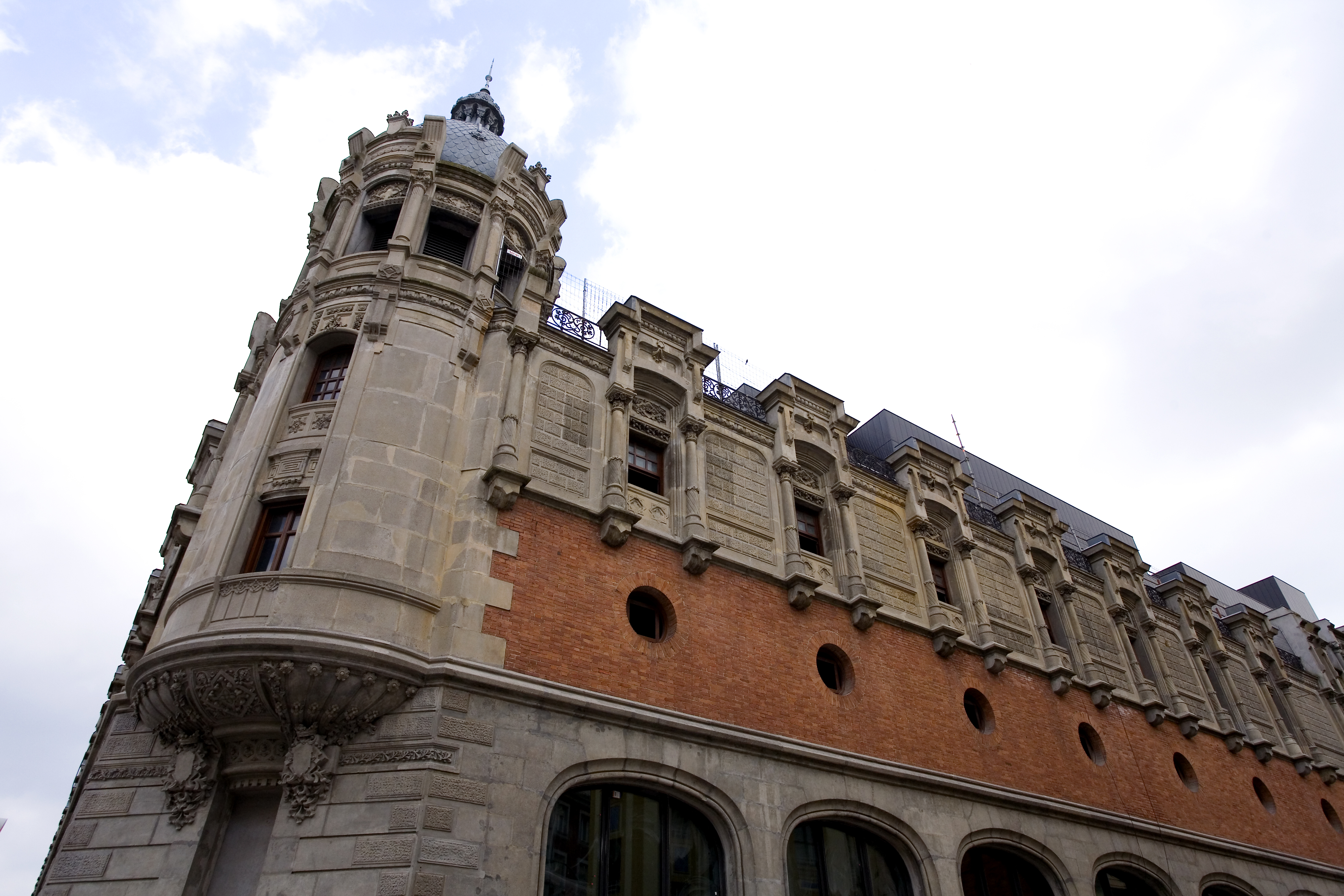
Esquina de la Alhóndiga de Bilbao

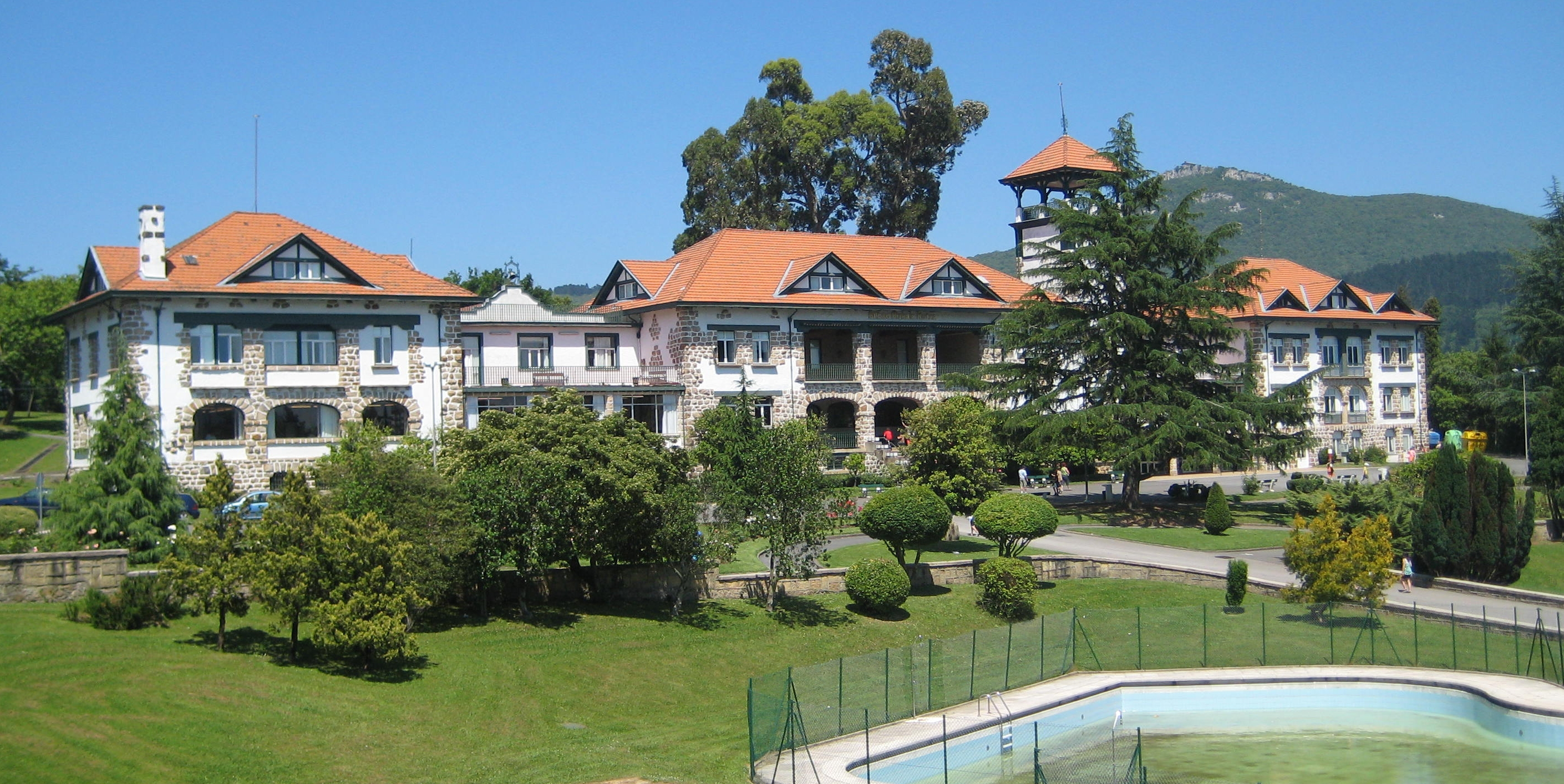
Edificio que alberga actualmente las colonias infantiles de la Bilbao Bizkaia Kutxa en Pedernales

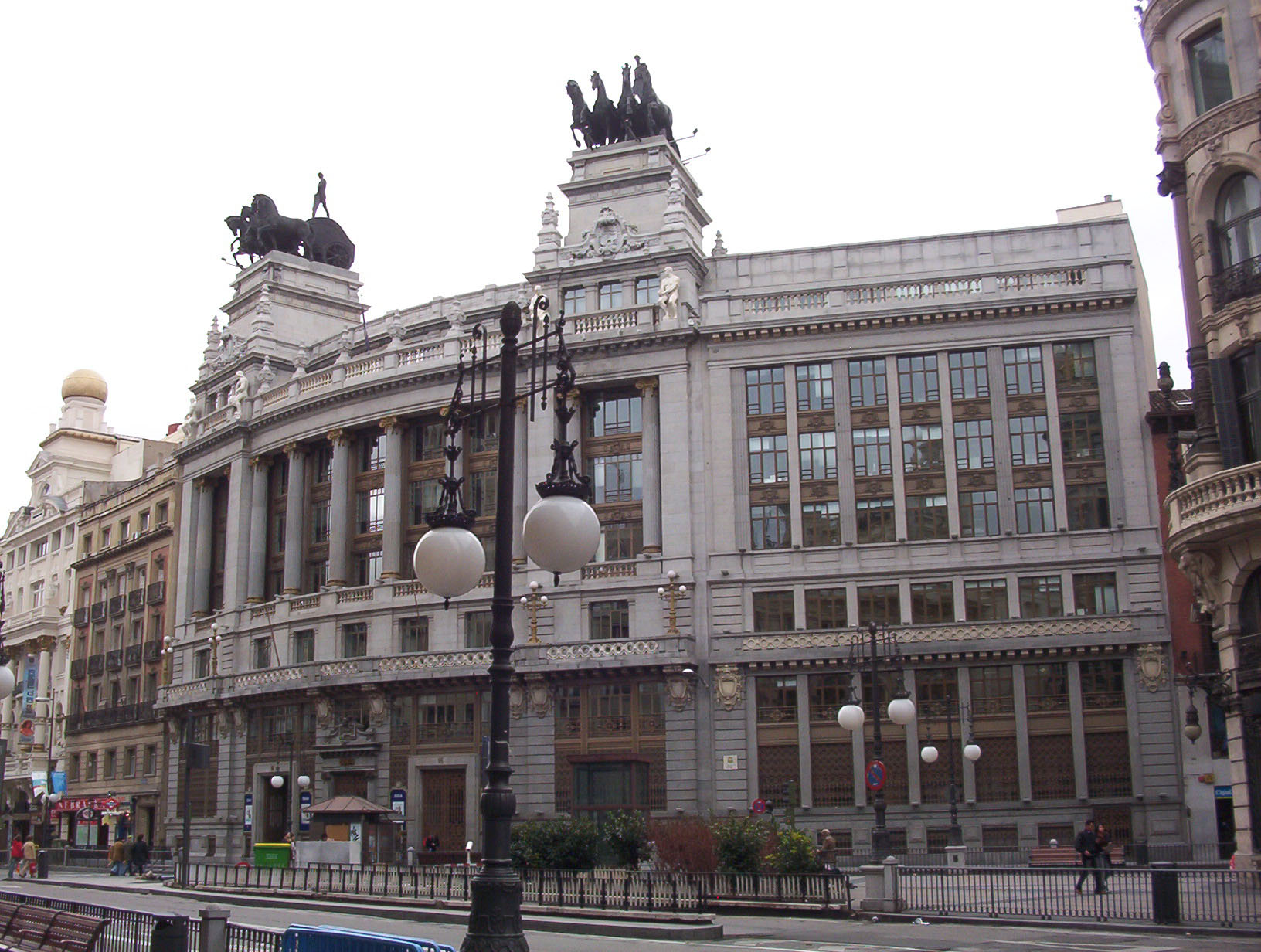
Edificio del Banco de Bilbao en el n.º 16 de la calle de Alcalá de Madrid

Entre sus obras más importantes se encuentran la Alhóndiga municipal de 1909 y diversos planes de vivienda en los barrios bilbaínos de Solocoeche, Deusto y Santuchu. Asimismo, proyectó el edificio del Banco de Bilbao en el n.º 16 de la calle de Alcalá de Madrid, construido de 1920 a 1923.
En agosto de 2010 se incoó el expediente para incluir en el Inventario General del Patrimonio Cultural Vasco, con la categoría de Conjunto Monumental, los edificios que actualmente albergan las colonias infantiles de la Bilbao Bizkaia Kutxa en Pedernales, Vizcaya. Este conjunto fue proyectado por Bastida en 1925, como una casa para atender a los hijos de trabajadores del mar. En lugar de ese uso, los edificios y el terreno fueron vendidos a la Caja de Ahorros Municipal y Monte de Piedad de Bilbao, que en el mismo año instaló la Colonia Infantil Nuestra Señora de Begoña.

## Lista de proyectos
- Casa Cuna (1914)
- Centro de Desinfecciones Municipal (1916)
- Edificio del Banco de Bilbao en Madrid.
- Parque Casilda Iturrizar
- Azkuna Zentroa
- Casa Lezama Leguizamon